# Estreptoquinase
Estreptoquinase uma proteína secretada por várias espécies de estreptococos (Streptococcus do grupo Beta-hemolítico) descoberta em 1933, que podem ligar e ativar o plasminogênio humano. É utilizado como um eficaz e barato trombolítico, usado para dissolução de coágulos em alguns casos de infarto agudo do miocárdio, embolia pulmonar e tromboembolismo arterial. É administrado de preferencia com bomba de infusão continua.
Os efeitos colaterais incluem náusea, reações alérgicas, pressão arterial baixa, hemorragia e arritmias.